# Help! De dokter verzuipt...
Help! De dokter verzuipt... is een Brabantse streekroman uit 1968 van de Nederlandse schrijver Toon Kortooms.
De roman speelt zich af in de Peel en verhaalt over dokter Angelino, een Bourgondisch type met een grote mond die een rustige dorpsgemeenschap in de Peel op stelten zet wanneer hij met zijn auto het kanaal in rijdt. Hendrik Wiegersma stond model voor deze dokter.

## Film
Kortooms' boek werd in 1974 door Nikolai van der Heyde verfilmd (Help! De dokter verzuipt), met Jules Croiset, Martine Bijl, Piet Bambergen en Willeke van Ammelrooy in de hoofdrollen. De filmmuziek werd door Rogier van Otterloo gecomponeerd. Deze film veroorzaakte destijds nogal wat ophef, omdat actrice Willeke van Ammelrooy (die een zigeunerin speelt) naakt te zien is in de film.